# Punta de Penmarch

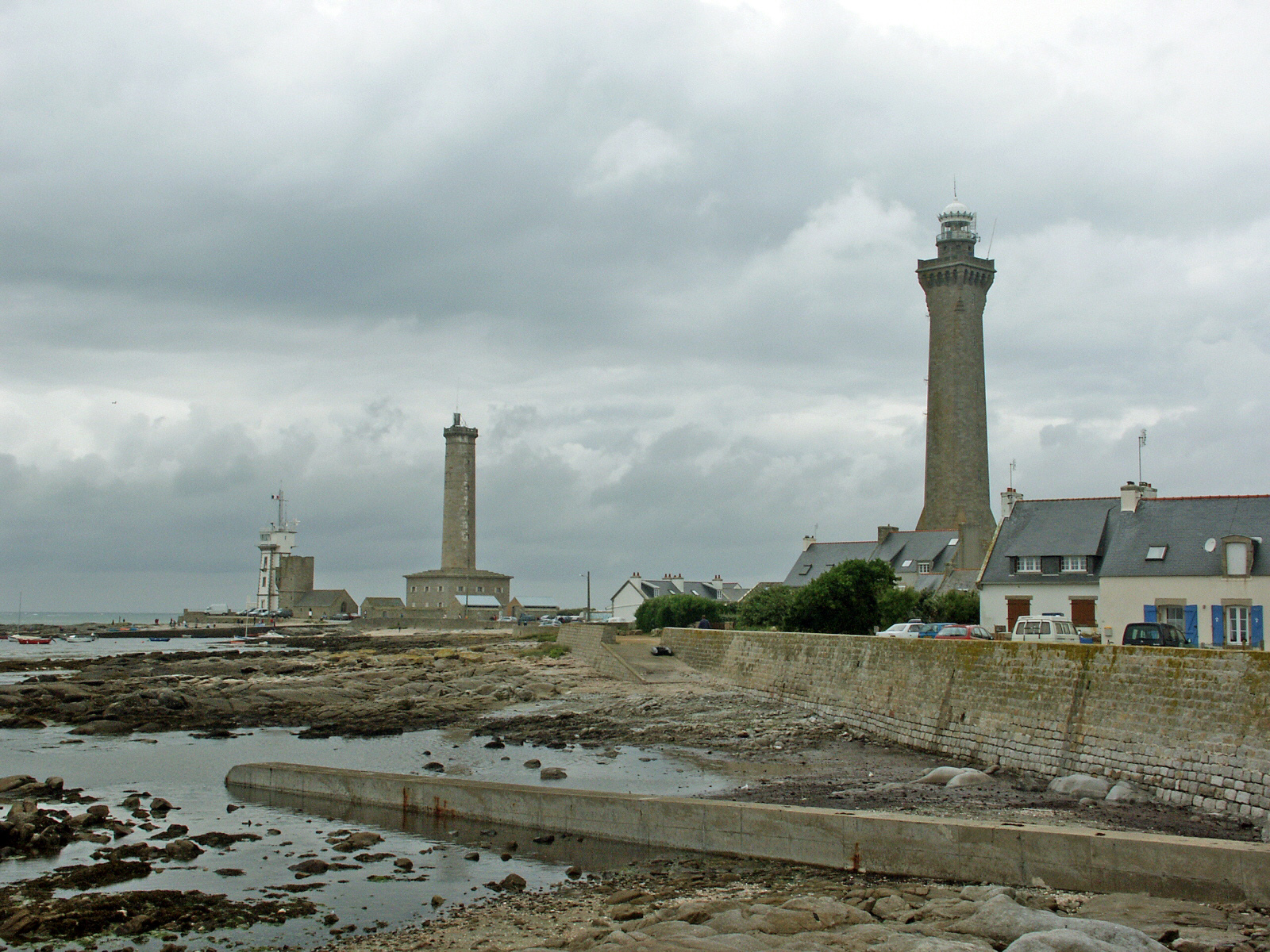
Phare d'Eckmuhl, en el extremo de la punta de Penmarch.

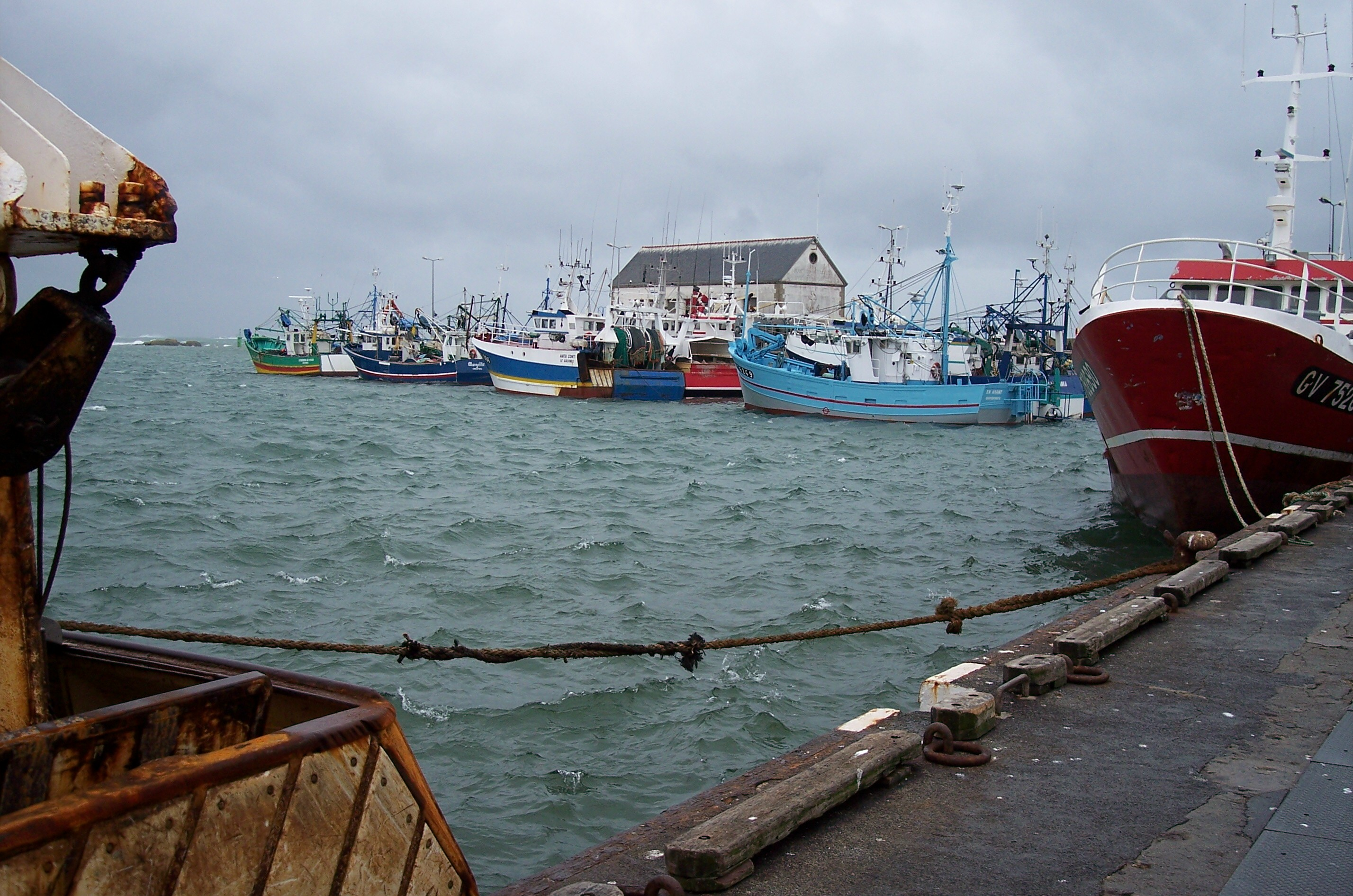
Bahía de pesca de Saint-Guénolé.

La punta de Penmarch (del francés: Pointe de Penmarc'h), es el extremo de una pequeña península en el departamento de Finistère en Bretaña en el noroeste de Francia. Es el límite meridional de la bahía de Audierne y el límíte norte del golfo de Vizcaya .
Se encuentran aquí los restos fortificados de una ciudad que tuvo considerable importancia desde el siglo XIV al XVI e incluye lo que hoy es el municipio de Penmarch, que se extiende por las bahías de Saint-Guénolé y Kerity. La ciudad debió su prosperidad a sus bancos de bacalao, cuya desaparición, junto con el descubrimiento de los bancos de bacalao de Terranova y el saqueo del lugar por el bandolero La Fontenelle en 1595 contribuyeron a su declive.
El faro de Eckmuhl, un faro con una luz visible hasta 60 millas náuticas (111 kilómetros), se alza sobre la punta.